# Ɯ
Ɯ,ɯは、ラテン文字の一つ。

## 概要
1982年までは、チワン語で使用された。
また、国際音声記号では、非円唇後舌狭母音を表す。

## コンピューター
Unicodeでɯは、026Fに収録されている。